# Taras-Schewtschenko-Denkmal (Washington, D.C.)
Koordinaten: 38° 54′ 36″ N, 77° 2′ 56″ W

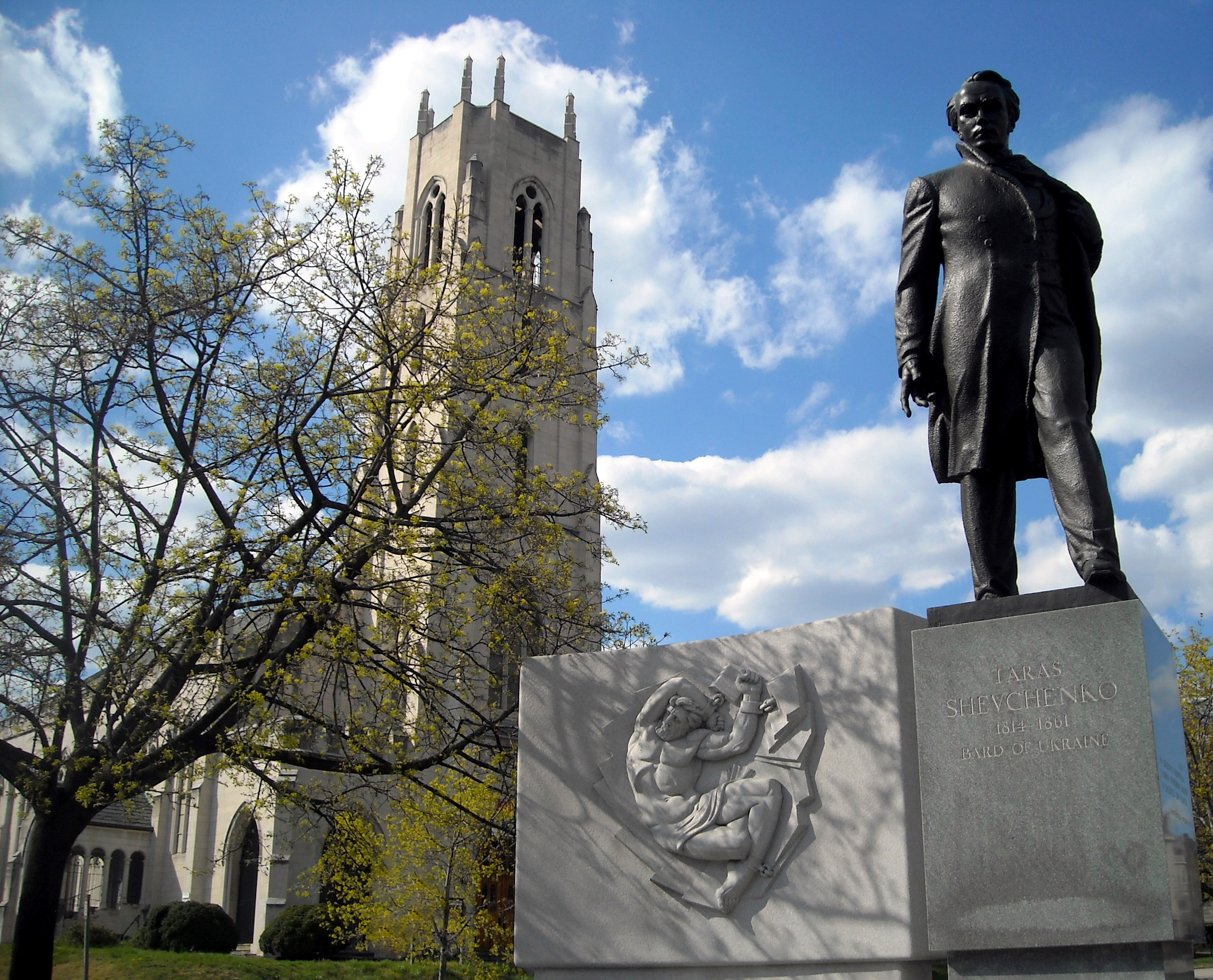
Das Taras-Schewtschenko-Denkmal in Washington, D.C.

Das Taras-Schewtschenko-Denkmal (englisch Taras Shevchenko Memorial) in Washington, D.C. wurde zum Gedenken an den ukrainischen Nationaldichter Taras Schewtschenko im Stadtteil Dupont Circle der amerikanischen Hauptstadt errichtet.
Am 27. Juni 1964 wurde das, maßgeblich von Exil-Ukrainern wie Lev Dobriansky (Лев Добрянський Lew Dobrjanskyj) und Roman Smal-Stozkyj (Роман Степанович Смаль-Стоцький) initiierte, Denkmal vom ehemaligen amerikanischen Präsidenten Dwight D. Eisenhower in Anwesenheit von etwa 35.000 Menschen ukrainischer Abstammung, dem Erzbischof der ukrainisch griechisch-katholischen Erzeparchie Philadelphia Ambrozij Andrew Senyshyn sowie zahlreicher prominenter Bürger enthüllt.
Die am 14. Juli 1962 in Auftrag gegebene Bronzestatue, die vom ukrainisch-kanadischen Bildhauer Leo Mol (Leonid Molodozhanin; 1915–2009) erstellt wurde, ist ungefähr 14 feet (4,3 Meter) hoch und steht auf einem  ungefähr 7 feet (2,1 Meter) hohen Granitsockel.